# Psoralea patens
Psoralea patens är en ärtväxtart som beskrevs av John Lindley. Psoralea patens ingår i släktet Psoralea och familjen ärtväxter. Inga underarter finns listade i Catalogue of Life.